# Das Ferienkind
Das Ferienkind ist ein Film des Regisseurs Karl Leiter aus dem Jahr 1943 mit Hans Moser in der Hauptrolle.

## Handlung
Der pensionierte Bahnhofsvorstand Vinzenz Panigel will von seiner Tochter Hedi und ihrer Familie nichts mehr wissen, weil sie den Hamburger Kellner Müller geheiratet hat. Panigels Haushälterin Emma und sein Freund, der Lehrer Stockhammer, versuchen das zu ändern, indem sie Panigel dessen Enkel Hans als Ferienkind unterschieben. Panigel ist seinerseits an einem wilden Buben interessiert, damit dieser seine beiden ledigen Cousinen, die sich bei ihm eingenistet haben, aus seinem Haus vertreibt. Auf der Fahrt von Hamburg nach Wallgau vertauschen jedoch sein Enkel und ein anderer Junge, August Kleewein, die Namen, sodass Stockhammer dauernd versucht, Panigel den falschen Jungen unterzujubeln. Panigel wählt jedoch nichtsahnend den "richtigen" Jungen mit dem falschen Namen. Nach und nach erweicht Panigels Herz für seinen Enkel, den er allerdings für einen wildfremden Buben hält. Der Film spitzt sich dann zu und wandelt sich von einer Komödie zu einem sentimentalen Melodram, als der Enkel beim Bergsteigen schwer verunglückt. Schließlich gibt es aber doch ein Happyend und Panigel versöhnt sich mit seiner Familie.

## Hintergrund
Das Ferienkind war der Lieblingsfilm Hans Mosers. Moser hatte eine große Vorliebe für sentimentale Rührstücke wie Das Gäßchen zum Paradies oder Herrn Josefs letzte Liebe. Er durfte aber kaum solche Rollen spielen, weil das Publikum nur den wild herumgestikulierenden Grantler sehen wollte. Das Ferienkind ist Mosers einziges erfolgreiches Rührstück. Erfolgreich wohl nur deshalb, weil es in den ersten 60 Minuten Hans Moser so zeigte, wie ihn das Publikum sehen wollte.
Das Grundmotiv des Filmes ist das gleiche wie in Der kleine Lord: aus einem hartherzigen Alten wird ein liebevoller Großvater. Jedoch ist im Ferienkind diesem Hauptthema eine turbulente Verwechslungskomödie vorgeschaltet.
Nach Kriegsende wurde Das Ferienkind von den Alliierten als NS-Propaganda-Film eingestuft. Hintergrund für diese Entscheidung dürfte wohl gewesen sein, dass damit der Landbevölkerung die Landverschickung der Kinder aus den vom Bombenangriffen bedrohten Städten schmackhaft gemacht werden sollte.

## Kritiken
- Lexikon des internationalen Films: „Ein braver Enkel versöhnt den kinderfeindlichen Großvater mit seinen Eltern. Harmlose Verwechslungskomödie.“[1]